# Robert J. Fisher

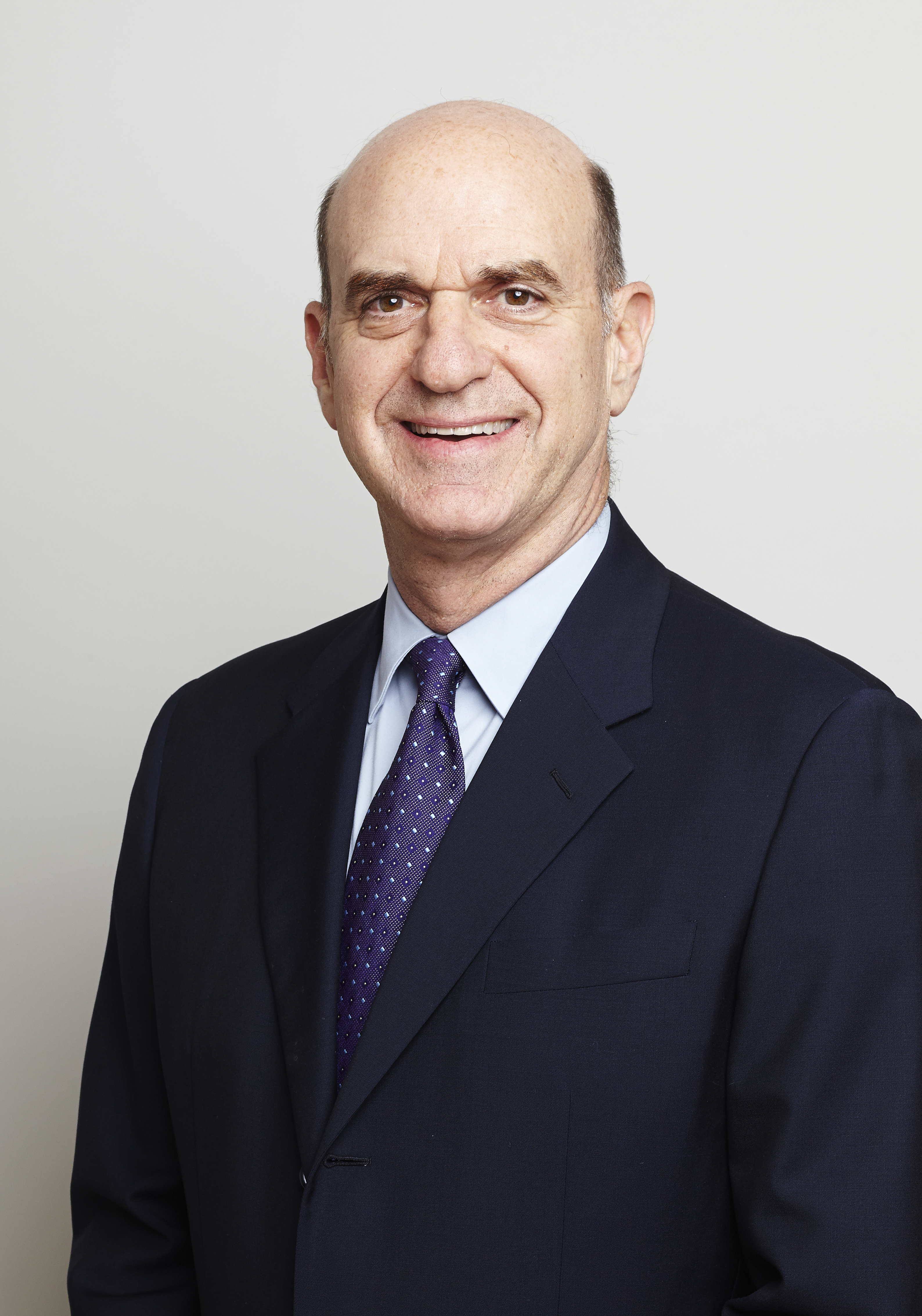
Robert J. Fisher, 2012

Robert J. Fisher (* 26. August 1954) ist ein US-amerikanischer Unternehmer und Chef der größten Textilkette der USA, Gap Inc.

## Leben
Fisher ist der Sohn der Gründer von Gap Inc., Donald Fisher und Doris F. Fisher. Er besuchte die Princeton University und die Stanford University, die er mit einem Abschluss in Wirtschaft verließ. 1980 wurde er Store-Manager bei Gap, 1992 Vize-Präsident des Unternehmens. Seit 1997 ist er dessen Präsident.
Fisher ist mit Elizabeth S. Fisher verheiratet. Zusammen hat das Paar drei Kinder. Das Vermögen des Unternehmers beträgt laut dem US-Wirtschaftsmagazin Forbes ca. 1,5 Milliarden US-Dollar (Stand: Februar 2016). Damit belegt er Platz 949 der Forbes-Liste der reichsten Menschen der Welt.